# Джед

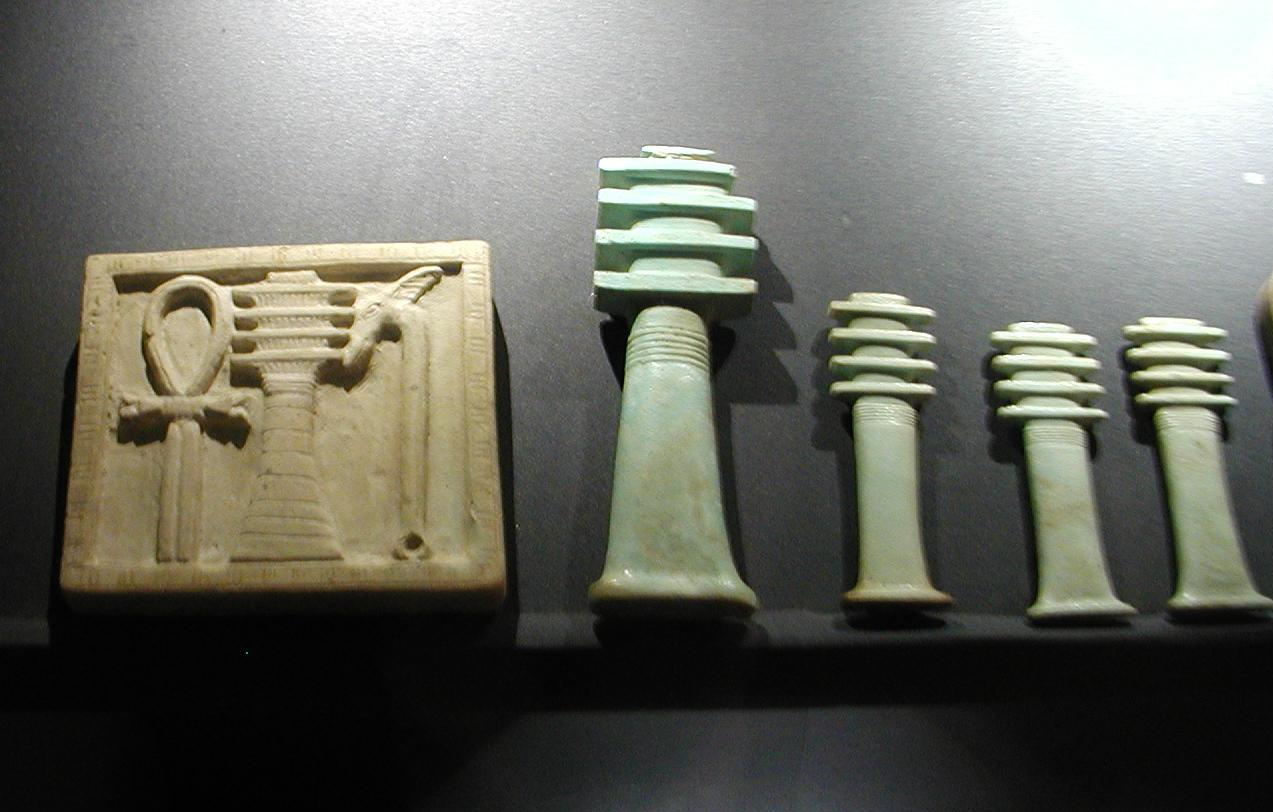
Джед в експозиції Лувра.

| R11 |

| R11 |

Джед — предмет давньоєгипетського культу, що символізував хребет Осіріса. Він присутній на багатьох єгипетських зображеннях, наприклад, на так званих, лампах Дендери.
Існує думка, що від ієрогліфа, який позначав джед, була утворена фінікійська буква «самех» — прообраз грецької «ксі».
«Встановлення колони Джед» було кульмінаційним пунктом ритуалів, пов'язаних зі сходженням на престол нового монарха, що змінює померлого. У Стародавньому Єгипті в місті Мемфісі виник ритуал «установки Джеда», яку здійснював сам фараон, під час коронації, за допомогою жерців. Символічне значення вказувало на очікувану довготривалість правління. Процедура також символізувала відновлення стабільності правління і порядку в державі. У кінці зими — на початку весни в Єгипті проводили обряд, під час якого відтворювали епізоди міфів про Осіріса. Встановлення стовпа «Джеда», присвяченого Осірісу, символізувало відродження Осіріса, в знак перемоги над Сетом, який «поклав стовп на бік».